# Patrice Bozon
Patrice Bozon, né le 15 septembre 1953 à Dieppe, est un joueur de football français. Il était le capitaine du Stade lavallois.

## Carrière
Joueur aguerri de deuxième division, Patrice Bozon a 26 ans lorsqu'il quitte Dunkerque pour Laval, entraîné par Michel Le Milinaire et pensionnaire de D1 depuis quatre ans.
Il participe aux plus belles saisons du club mayennais, qui remporte la Coupe d'été 1982 et termine deux fois cinquième de D1. Il est capitaine lors de l'exploit que réalise son équipe en 1983 en Coupe de l'UEFA face à la grande équipe du Dynamo de Kiev de Blokhine et Zavarov. Le match aller en URSS se solde par un flatteur score de 0-0, avant que les courageux lavallois ne sortent vainqueurs du match retour grâce à José Souto inscrivant l'unique but de la partie dans un stade Francis-Le-Basser archi-comble pour l'occasion.
Il remporte un dernier trophée avec Laval, la Coupe de la Ligue 1984, comme capitaine, avant de rejoindre le Stade de Reims en Division 2 l'année suivante.
En 2022, le magazine So Foot le classe dans le top 1000 des meilleurs joueurs du championnat de France, à la 758e place.
Il entraîne le FC Dieppe dans les années 1990.

## Palmarès
- Vainqueur de la Coupe d'été en 1982 avec le Stade lavallois
- Vainqueur de la Coupe de la Ligue en 1984 avec le Stade lavallois